# Milna (Split-Dalmatie)
Pour les articles homonymes, voir Milna.
Milna est un village et une municipalité située sur l'île de Brač, dans le comitat de Split-Dalmatie, en Croatie. Au recensement de 2001, la municipalité comptait 1 100 habitants, dont 94,09 % de Croates et le village seul comptait 862 habitants.

## Histoire
Milna a été fondée au XVIe siècle par des bergers venus de Nerežišća.

## Localités
La municipalité de Milna compte 5 localités :
- Bobovišća
- Bobovišća na Moru
- Ložišća
- Milna
- Podhume